# Simone Santana
Simone Alice de Oliveira Santana (São Raimundo Nonato, 9 de dezembro de 1962) é uma médica pediatra e política brasileira filiada ao Partido Socialista Brasileiro (PSB). É deputada estadual por Pernambuco.
Coordena a Frente Parlamentar da Primeira Infância e preside a Comissão de Ciência, Tecnologia e Inovação da Assembleia Legislativa de Pernambuco (Alepe). Em 2019, foi a primeira mulher na história eleita vice-presidente do Legislativo pernambucano. No dia 11 de setembro daquele ano, assumiu a presidência da Casa, cargo que nunca havia sido ocupado por uma deputada até então.

## Biografia
Graduada em medicina, com especialização em Pediatria e Medicina do Trabalho, Simone Santana é funcionária pública federal licenciada. Sertaneja, viveu a infância em Petrolina com os pais e mais quatro irmãos. Mudou-se para o Recife durante a adolescência e na capital pernambucana conquistou uma vaga no curso de Medicina da Universidade Federal de Pernambuco (UFPE). Nesta época, conheceu Carlos Santana, com quem é casada há mais de trinta anos. Da união, nasceram as filhas Marina e Lara.
Como gestora, atuou na Prefeitura do Ipojuca à frente da Secretaria Municipal de Saúde, de 1989 a 1992; do Departamento de Bem-Estar Social, de 1997 a 2000; e da Coordenação de Projetos Especiais, entre 2013 e 2014. Foi responsável pela implementação e coordenação do Programa Mãe Coruja do Ipojuca, primeira versão municipal do Programa Mãe Coruja Pernambucana.
Candidatou-se a deputada estadual nas eleições de 2014 pelo PSB, quando foi eleita com 73.178 votos, sendo a quinta deputada estadual mais votada de Pernambuco naquele pleito.
Na Alepe, foi eleita presidente da Comissão de Defesa dos Direitos da Mulher para o biênio 2015/2016, função para a qual foi reconduzida posteriormente para os anos de 2017 e 2018.
À frente do colegiado, a parlamentar foi responsável pela criação de iniciativas como a Ação Formativa Mulheres na Tribuna - Adalgisa Cavalcanti e Comissão Itinerante da Mulher.
Em seu primeiro mandato (2015-2018), Santana foi autora de 15 Leis. Entre elas, a Lei nº 15.878/16, que permite o embarque e desembarque de passageiros de ônibus fora da parada de ônibus durante a madrugada, e a Lei nº 16.196, que insere o Dia Estadual de Combate ao Feminicídio no Calendário Oficial e Eventos de Pernambuco.
Em 2016, criou a Frente Parlamentar da Primeira Infância, por meio da qual instalou o Conselho de Crianças de Pernambuco e lançou a Análise da Situação dos Direitos da Primeira Infância em Pernambuco.
Nas eleições de 2018, foi reeleita com 56.583 votos, ficando em décimo lugar no ranking de votação. Em 1 de fevereiro de 2019, após tomar posse para o segundo mandato, foi eleita vice-presidente da Alepe, tornando-se a primeira mulher a ocupar o cargo em 183 anos de história do Legislativo estadual.   
Em 11 de setembro de 2019, entrou para a história ao se tornar a primeira deputada a assumir a presidência da Alepe. Em fevereiro de 2021, Simone foi eleita presidente da Comissão de Negócios Municipais, cargo que ocupou até o fim de 2022.  
Durante a pandemia do coronavírus, destinou todas as suas emendas parlamentares para a saúde e foi autora da Lei nº 16.918/2020, que torna obrigatório o uso de máscara em locais públicos ou de uso coletivo em Pernambuco.  

## Frente Parlamentar da Primeira Infância
Pediatra e criadora do Programa Mãe Coruja do Ipojuca, a deputada Simone Santana tem a primeira infância como um de seus principais pilares de atuação. Em seu primeiro mandato, foi responsável pela criação da Frente Parlamentar da Primeira Infância da Alepe, cuja coordenação exerce até a atualidade. Além de fomentar debates sobre a faixa etária, o colegiado criou o Conselho de Crianças de Pernambuco, experiência na qual meninas e meninos participaram de atividades na Assembleia  Legislativa em que puderam refletir sobre noções de cidadania e conversar com os deputados sobre a atuação parlamentar. 
Outra contribuição da Frente Parlamentar foi a publicação da Análise da Situação dos Direitos da Primeira Infância, um diagnóstico baseado em dados referentes aos direitos das crianças com até seis anos em cada município pernambucano.

### Orçamento da Criança
Em 2023, Proposta de Emenda à Constituição (PEC) da deputada Simone Santana foi aprovada pela Alepe, resultando na criação da Emenda Constitucional nº60. O texto torna obrigatória a identificação dos recursos destinados à primeira infância nas Leis Orçamentárias elaboradas pelo Governo do Estado. Após essa modificação, a governadora Raquel Lyra enviou à Assembleia Legislativa o Projeto Lei Orçamentária Anual para 2024 com o primeiro Orçamento da Crança da história de Pernambuco.